# Tiétar
Tiétar és un municipi espanyol situat al nord-est de la província de Càceres, Extremadura. És el municipi més recent de la província, perquè va obtenir la seva independència l'1 de juliol de 2011, després de separar-se de l'ara veïna Talayuela. La data oficial de creació d'aquest municipi és el 2 de setembre de 2013.

## Geografia
Es troba a la vega del riu Tiétar.

## Història
Va ser fundat el 1960 com a poblat de colonització. El seu nom original va ser Tiétar del Caudillo. Va ser una pedania de l'Ajuntament de Talayuela fins al dia 8 de març de 2006, que a la vista del Decret 235/2005, de 25 d'octubre, de la Junta d'Extremadura, es va constituir com ara Entitat Local Menor. Actualment, i des de l'1 de juliol de 2011 és un municipi de ple dret d'Espanya, després d'obtenir la independència de l'Ajuntament de Talayuela.
Els seus habitants es dediquen exclusivament a les feines agrícoles. És zona de regadiu.

## Patrimoni
Església parroquial catòlica sota l'advocació de Sant Josep Obrer, a l'Arxidiòcesi de Mèrida-Badajoz, Diòcesi de Plasencia, Arxiprestat de Navalmoral de la Mata.

## Independència
Cinc anys van trigar els 900 veïns de la població, fins ara Entitat Local Menor, aconseguir un objectiu que perseguien des que van decidir sol·licitar la seva independència de l'Ajuntament de Talayuela. L'aprovació del decret comporta la segregació de les 2.391 hectàrees (23.91 km²) que conformen el seu terme municipal.
Tiétar és la segona localitat que s'ha independitzat de Talayuela, després de Rosalejo que ho va fer l'1 de març de 1994. I finalment ho feu Pueblonuevo de Miramontes al 2013.